# Axamer Kögele
Das Axamer Kögele ist ein 2104 m ü. A. hoher, schwach ausgeprägter bekreuzter Gipfel in den Stubaier Alpen. Er bildet das Ende eines Bergzuges über Hoadl und Pleisen. Danach fällt der Bergrücken nach Axams ab, von wo aus das Axamer Kögele auch ersteigbar ist.